# Праздничное приключение
«A Very Christmas Story» (Świąteczna przygoda, в русском прокате «Праздничное приключение»)— кинофильм.

## Сюжет
Безумные приключения бухгалтера с портфелем, полным денег, девочки, отчаянно ищущей деньги для детского приюта и Ангела Смерти, который ничего не знает о деньгах и не нуждается в них. Смерть просит у Бога только один день каникул. Поскольку на Земле много работы, найден заместитель — Ангел Смерти. С самого начала он сталкивается с неудачей и, более того, красивой блондинкой — Ангелом-Хранителем, которая беспокоит его. Маленькая Анджелика отправляется на поиски Санта Клауса. Рождество приближается, и она хочет выполнить своё Рождественское желание — найти деньги, чтобы спасти приют от закрытия. По пути маленькая девочка встречает бухгалтера по имени Клаус, который украл огромную сумму денег. Его преследует банда неуклюжих хулиганов.

## В ролях
- Павел Бypчык
- Бартош Опаня
- Ян Энглерт
- Дорота Нарушевич
- Катаржина Oлаш
- Ежи Лапиньский
- Славомир Пацек
- Войцех Maнн
- Кшиштоф Матерна
- Александра Неспеляк
- Марек Сюдым